# Figlie della Croce, Suore di Sant'Andrea

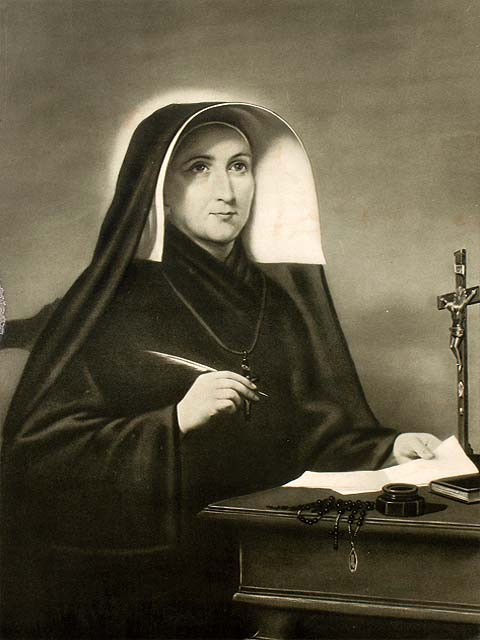
Giovanna Elisabetta Bichier des Ages

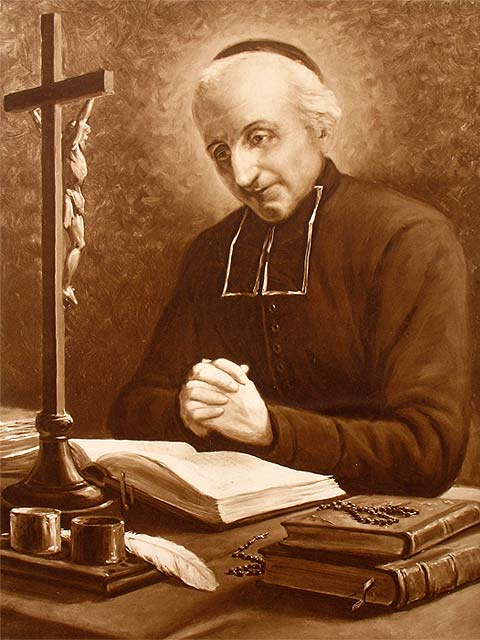
Andrea Uberto Fournet

Le Figlie della Croce, Suore di Sant'Andrea (in francese Filles de la Croix, Soeurs de Saint-André) sono un istituto religioso femminile di diritto pontificio.

## Storia
La congregazione venne fondata dal sacerdote francese Andrea Uberto Fournet (1752-1834), vicario di Saint-Pierre-de-Maillé, insieme a Giovanna Elisabetta Bichier des Ages (1773-1838): nel febbraio 1807 Fournet affidò alla Bichier des Ages cinque ragazze che egli aveva orientato alla vita religiosa affinché organizzasse, nel castello di Molante, una comunità di religiose per l'educazione dei fanciulli e la cura dei malati.
Nel 1815 la Bichier des Ages venne ricevuta, mediante la marchesa di Croissy, in udienza da Luigi XVIII, il quale l'autorizzò ad aprire un noviziato a Issy-les-Moulineaux. Le Figlie della Croce vennero approvate dal vicario capitolare di Poitiers nel 1817 e confermate dal vescovo Jean-Baptiste de Bouillé il 17 novembre 1820; ricevettero il pontificio decreto di lode il 29 luglio 1867.
Andrea Uberto Fournet, beatificato nel 1926, venne proclamato santo da papa Pio XI il 4 giugno 1933; Giovanna Elisabetta Bichier des Ages beatificata nel 1934 da Pio XI, venne canonizzata da papa Pio XII il 6 luglio 1947.
Tra i membri celebri dell'istituto è l'italiana suor Maria Laura Mainetti, uccisa nel 2000 a Chiavenna da tre giovani sataniste.. Suor Maria Laura Mainetti è stata beatificata il 6 giugno 2021 a Chiavenna.

## Attività e diffusione
Le Suore di Sant'Andrea si dedicano all'assistenza ai malati ed all'istruzione; le loro costituzioni sono basate sulla regola di Sant'Agostino.
Sono presenti in Europa (Francia, Italia, Spagna), in Africa (Burkina Faso, Costa d'Avorio) e nelle Americhe (Argentina, Brasile, Canada, Uruguay); la sede generalizia è a Saint-Pierre-de-Maillé.
Al 31 dicembre 2005, la congregazione contava 636 religiose in 122 case.